# Drogon (książę Bretanii)
Drogon (zm. 958), książę Bretanii, syn księcia Alana II Krętobrodego. Księciem Bretanii został w młodym wieku po śmierci swojego ojca w 952.

## Życiorys
Podczas jego panowania rzeczywistą władzę sprawowali dwaj regenci. Byli nimi Tybald I, hrabia Blois (który powierzył administrację Wicohenowi, arcybiskupowi Dol, i Juhelowi Berengarowi, hrabiemu Rennes), oraz Fulko II Dobry, hrabia Andegawenii.
Drogon zmarł w 958.